# أمبير ستيفنز
امبير ستيفنز (بالإنجليزية: Amber Stevens)‏ مواليد 7 أكتوبر 1986 في لوس أنجلوس، كاليفورنيا، هي ممثلة أمريكية بدأت مسيرتها الفنية عام 2005.

## وصلات خارجية
- الموقع الرسمي
- أمبير ستيفنز على موقع IMDb (الإنجليزية)
- أمبير ستيفنز على موقع ألو سيني (الفرنسية)
- أمبير ستيفنز على موقع ميوزك برينز (الإنجليزية)
- أمبير ستيفنز على موقع أول موفي (الإنجليزية)
- أمبير ستيفنز على موقع قاعدة بيانات الأفلام السويدية (السويدية)
- أمبير ستيفنز على موقع قاعدة بيانات الفيلم (الإنجليزية)
- أمبير ستيفنز على موقع كينوبويسك (الروسية)